# Giro dels Apenins
El Giro dels Apenins (en italià: Giro dell'Appennino) és una cursa ciclista que es disputa a la Ligúria, Itàlia, durant el mes de juny. La cursa es creà el 1934 i des del 2005 forma part de l'UCI Europe Tour amb una categoria 1.1. El 1972 i 1989 fou la cursa del Campionat d'Itàlia de ciclisme en ruta.
La sortida i l'arriba es fan a Pontedecimo i la principal dificultat del recorregut és el Passo della Bocchetta, coll de 772 metres d'altura..
Amb sis victòries consecutives, entre 1977 i 1982, Gianbattista Baronchelli obstenta el rècord de victòries.

## Palmarès
| Any  | Vencedor                      | Segon                       | Tercer                        |
| ---- | ----------------------------- | --------------------------- | ----------------------------- |
| 1934 | Augusto Como                  | Giulio Campastro            | Luigi Cafferata               |
| 1935 | Augusto Como                  | Mario De Benedetti          | Carlo Sbersi                  |
| 1936 | Settimio Simonini             | Augusto Como Luigi Ferrando |                               |
| 1937 | Cino Cinelli                  | Guerrino Tommasoni          | Augusto Como                  |
| 1938 | Luigi Ferrando                | Achille Bucco               | Antonio Racca                 |
| 1939 | Lorenzo Mazzarello            | Giovanni De Stefanis        | Fausto Coppi                  |
| 1946 | Enrico Mollo                  | Vittorio Rossello           | Egidio Feruglio               |
| 1947 | Alfredo Martini               | Egidio Feruglio             | Michele Motta                 |
| 1948 | Settimio Simonini             | Severino Canavesi           | Vincenzo Rossello             |
| 1949 | Dino Rossi                    | Renzo Soldani               | Pietro Giudici                |
| 1950 | Renzo Soldani                 | Giancarlo Astrua            | Bortolo Bof                   |
| 1951 | Rinaldo Moresco               | Giovanni Pettinati          | Franco Franchi                |
| 1952 | Giorgio Albani                | Giuseppe Minardi            | Rinaldo Moresco               |
| 1953 | Angelo Conterno               | Giovanni Pettinati          | Gianni Ghidini                |
| 1954 | Giorgio Albani                | Angelo Conterno             | Luigi Gabrioli                |
| 1955 | Fausto Coppi                  | Bruno Monti                 | Aldo Moser                    |
| 1956 | Cleto Maule                   | Bruno Monti                 | Giuseppe Buratti              |
| 1957 | Aurelio Cestari               | Giancarlo Astrua            | Bruno Costalunga              |
| 1958 | Cleto Maule                   | Idrio Bui                   | Noè Conti                     |
| 1959 | Silvano Ciampi                | Walter Almaviva             | Nello Velucchi                |
| 1960 | Émile Daems                   | Ercole Baldini              | Nino Defilippis               |
| 1961 | Adriano Zamboni               | Roberto Falaschi            | Federico Martín Bahamontes    |
| 1962 | Franco Balmamion              | Gastone Nencini             | Idrio Bui                     |
| 1963 | Italo Zilioli                 | Diego Ronchini              | Adriano Durante               |
| 1964 | Franco Cribiori               | Gianni Motta                | Franco Balmamion              |
| 1965 | Michele Dancelli              | Guido De Rosso              | Vito Taccone                  |
| 1966 | Michele Dancelli              | Italo Zilioli               | Adriano Passuello             |
| 1967 | Michele Dancelli              | Franco Bitossi              | Guido De Rosso                |
| 1968 | Gianni Motta                  | Roberto Ballini             | Alberto Della Torre           |
| 1969 | Felice Gimondi                | Gianni Motta                | Tommaso De Pra                |
| 1970 | Gianni Motta                  | Pierfranco Vianelli         | Italo Zilioli                 |
| 1971 | Gösta Pettersson              | Fabrizio Fabbri             | Mauro Simonetti               |
| 1972 | Felice Gimondi                | Franco Bitossi              | Michele Dancelli              |
| 1973 | Italo Zilioli                 | Gianni Motta                | Michele Dancelli              |
| 1974 | Giovanni Battaglin            | Enrico Paolini              | Giacinto Santambrogio         |
| 1975 | Fabrizio Fabbri               | Walter Riccomi              | Mauro Simonetti               |
| 1976 | Francesco Moser               | Giovanni Battaglin          | Ronald De Witte               |
| 1977 | Gianbattista Baronchelli      | Mario Beccia                | Wladimiro Panizza             |
| 1978 | Gianbattista Baronchelli      | Alfio Vandi                 | Giuseppe Saronni              |
| 1979 | Gianbattista Baronchelli      | Mario Beccia                | Bernt Johansson               |
| 1980 | Gianbattista Baronchelli      | Mario Beccia                | Alfio Vandi                   |
| 1981 | Gianbattista Baronchelli      | Alfio Vandi                 | Wladimiro Panizza             |
| 1982 | Gianbattista Baronchelli      | Franco Chioccioli           | Mario Beccia                  |
| 1983 | Marino Lejarreta Arrizabalaga | Emanuele Bombini            | Wladimiro Panizza             |
| 1984 | Mario Beccia                  | Fabrizio Verza              | Wladimiro Panizza             |
| 1985 | Francesco Moser               | Alberto Volpi               | Marino Lejarreta Arrizabalaga |
| 1986 | Gianni Bugno                  | Francesco Moser             | Jens Veggerby                 |
| 1987 | Gianni Bugno                  | Alberto Volpi               | Pierino Gavazzi               |
| 1988 | Gianni Bugno                  | Stefano Colagè              | Alberto Volpi                 |
| 1989 | Moreno Argentin               | Gianni Bugno                | Giorgio Furlan                |
| 1990 | Flavio Giupponi               | Marco Lietti                | Antonio Fanelli               |
| 1991 | Dirk De Wolf                  | Gianni Bugno                | Claudio Chiappucci            |
| 1992 | Claudio Chiappucci            | Leonardo Sierra Sepúlveda   | Stefano Casagrande            |
| 1993 | Giuseppe Calcaterra           | Valerio Tebaldi             | Diego Trepin                  |
| 1994 | Ievgueni Berzin               | Claudio Chiappucci          | Stefano Della Santa           |
| 1995 | Francesco Casagrande          | Davide Rebellin             | Wladimir Belli                |
| 1996 | Wladimir Belli                | Pàvel Tonkov                | Gianni Faresin                |
| 1997 | Pàvel Tonkov                  | Daniele Nardello            | Massimo Podenzana             |
| 1998 | Pàvel Tonkov                  | Paolo Lanfranchi            | Davide Rebellin               |
| 1999 | Simone Borgheresi             | Pàvel Tonkov                | Daniele De Paoli              |
| 2000 | Mauro Zanetti                 | Eddy Mazzoleni              | Paolo Lanfranchi              |
| 2001 | Aleksandr Xefer               | Raimondas Rumšas            | Serhí Hontxar                 |
| 2002 | Giuliano Figueras             | Aleksandr Xefer             | Faat Zakirov                  |
| 2003 | Gilberto Simoni               | Marius Sabaliauskas         | Pàvel Tonkov                  |
| 2004 | Damiano Cunego                | Giuliano Figueras           | Rinaldo Nocentini             |
| 2005 | Gilberto Simoni               | Luca Mazzanti               | Przemysław Niemiec            |
| 2006 | Rinaldo Nocentini             | Luca Mazzanti               | Eddy Ratti                    |
| 2007 | Alessandro Bertolini          | Kanstantsín Siutsou         | Ruslan Pidgorni               |
| 2008 | Alessandro Bertolini          | Eddy Ratti                  | Christopher Froome            |
| 2009 | Vincenzo Nibali               | Leonardo Bertagnolli        | Marco Marzano                 |
| 2010 | Robert Kišerlovski            | Domenico Pozzovivo          | Alessandro Bertolini          |
| 2011 | Damiano Cunego                | Emanuele Sella              | Luis Felipe Laverde Jiménez   |
| 2012 | Fabio Felline                 | Gianluca Brambilla          | Francesco Reda                |
| 2013 | Davide Mucelli                | Luca Mazzanti               | Ivan Rovni                    |
| 2014 | Sonny Colbrelli               | Grega Bole                  | Miguel Ángel Rubiano Chávez   |
| 2015 | Omar Fraile Matarranz         | Stefano Pirazzi             | Damiano Cunego                |
| 2016 | Serguei Firsànov              | Francesco Gavazzi           | Mauro Finetto                 |
| 2017 | Danilo Celano                 | Egan Bernal Gómez           | Manuel Senni                  |
| 2018 | Giulio Ciccone                | Amaro Antunes               | Fausto Masnada                |
| 2019 | Mattia Cattaneo               | Fausto Masnada              | Simone Ravanelli              |
| 2020 | Ethan Hayter                  | Alessandro Covi             | Robert Stannard               |
| 2021 | Ben Hermans                   | Valerio Conti               | Enrico Battaglin              |
| 2022 | Louis Meintjes                | Natnael Tesfatsion          | Georg Zimmermann              |
| 2023 | Marc Hirschi                  | Cristián Rodríguez Martín   | Henok Mulubrhan               |
| 2024 | Jan Christen                  | Simone Velasco              | Diego Ulissi                  |
| 2025 |                               |                             |                               |